# Ceny české filmové kritiky 2018
Ceny české filmové kritiky 2018 je devátý ročník Cen české filmové kritiky. Ceny byly předány v sobotu 2. února 2019 v divadle Archa v Praze. Přímý přenos vysílala Česká televize na programu ČT art, moderátory večera byli Jana Plodková a Jiří Havelka.

## Ceny a nominace

### Nejlepší film
- Jan Palach
- Všechno bude
- Domestik

### Nejlepší dokument
- Až přijde válka
- King Skate
- Nic jako dřív

### Nejlepší režie
- Olmo Omerzu – Všechno bude
- Robert Sedláček – Jan Palach
- Adam Sedlák – Domestik

### Nejlepší scénář
- Tomáš Pavlíček, Lucie Bokšteflová – Chata na prodej
- Eva Kantůrková – Jan Palach
- Petr Pýcha –  Všechno bude

### Nejlepší ženský herecký výkon
- Jenovéfa Boková – Chvilky
- Tereza Hofová – Domestik
- Zuzana Bydžovská – Jan Palach

### Nejlepší mužský herecký výkon
- Martin Huba – Hovory s TGM
- Viktor Zavadil – Jan Palach
- Karel Dobrý – Hastrman

### Audiovizuální počin
- Jan Švankmajer – Hmyz (výtvarná stylizace)
- Jan Šulcek, Jakub Jurásek – Domestik (zvukový design)
- Lukáš Kokeš – Nic jako dřív (kamera)

### Mimo kino
- Ondřej Hudeček, Jon Weinbach – Pásky z Nagana
- David Ondříček, Matěj Podzimek, Jakub Režný – Dukla 61
- Jan Hřebejk, Miro Šifra – Rédl

### Cena Innogy – Objev roku
- Jakub Červenka – Hovory s TGM
- Viktor Zavadil – Jan Palach
- Beata Parkanová – Chvilky